# Gia đình Croods: Kỷ nguyên mới
Gia đình Crood: Kỷ nguyên mới (tên gốc tiếng Anh: The Croods: A New Age) là một bộ phim hài phiêu lưu hoạt hình máy tính sắp ra mắt của Mỹ do DreamWorks Animation sản xuất và Universal Pictures phân phối. Là phần tiếp theo của bộ phim Crood năm 2013, bộ phim do Joel Crawford đạo diễn với kịch bản do Dan Hageman, Kevin Hageman, Paul Fisher và Bob Logan đảm nhiệm. Phim có sự tham gia lồng tiếng trở lại của Nicolas Cage, Emma Stone, Ryan Reynolds, Catherine Keener, Clark Duke, và Cloris Leachman với dàn diễn viên mới bao gồm Peter Dinklage, Leslie Mann và Kelly Marie Tran.
Phần tiếp theo của Crood lần đầu tiên được công bố vào năm 2013, với các đạo diễn DiMicco và Sanders trở lại ghế đạo diễn cho bộ phim. Quá trình phát triển tác phẩm diễn ra trong suốt năm 2014 và 2015 cho đến khi dự án bị hủy bỏ vào tháng 11 năm 2016 do những vấn đề xoay quanh việc Universal mua lại DreamWorks. Sau đó, dự án đã được tái khởi động vào năm 2017 với Crawford thay thế Sanders và DiMicco trong vai trò đạo diễn. Do những ảnh hưởng của đại dịch COVID-19 tại Hoa Kỳ, phần lớn các hoạt cảnh cuối cùng của phim đều được thực hiện từ xa tại nhà của đội ngũ làm phim.
Gia đình Crood: Kỷ nguyên mới công chiếu tại các rạp của Hoa Kỳ vào ngày 25 tháng 11 năm 2020 trễ hơn nhiều so với ngày phát hành ban đầu vào tháng 11 năm 2017. Tại Việt Nam, bộ phim được phát hành vào ngày 27 tháng 11 năm 2020. Phim đã thu về 169 triệu USD toàn cầu so với kinh phí thực hiện là 65 triệu USD. Các nhà phê bình gọi tác phẩm là "một phần tiếp nối ổn thỏa" và dành nhiều lời khen ngợi cho dàn diễn viên lồng tiếng. Gia đình Crood: Kỷ nguyên mới nhận được một đề cử Giải Quả cầu vàng cho Phim hoạt hình hay nhất.

## Nội dung
Gia đình tam đại đồng đường kết nạp thêm Guy (Ryan Reynolds) - anh chàng lang thang với trí thông minh và sự khéo léo vượt trội. Trên hành trình mới, tình cảm giữa Guy và Eep, cô con gái thứ hai của nhà Crood, ngày càng thắm thiết. Để lứa đôi có thêm không gian riêng tư, Guy gợi ý Eep tách bầy và bắt đầu cuộc sống riêng. Ý tưởng khiến Grug, cha của Eep, hết sức lo lắng.
Giữa lúc mâu thuẫn gia tăng, nhà Crood tìm thấy một vùng đất diệu kỳ tràn ngập hoa trái. Hóa ra, đây là trang trại nhà Betterman, những người họ hàng thất lạc của Guy. Gia đình Betterman, gồm hai vợ chồng và cô con gái mới lớn, mời gia đình Crood lưu lại trang trại của mình.

## Diễn viên
- Nicolas Cage vai Grug Crood, tộc trưởng của Croods.
- Emma Stone vai Eep Crood, con gái lớn của Grug
- Ryan Reynolds vai Guy, một cậu bé sống cùng nhà Croods và là bạn trai của Eep.
- Peter Dinklage vai Phil Betterman, tộc trưởng của Bettermans.
- Leslie Mann vai Hope Betterman, vợ của Phil.
- Kelly Marie Tran vai Dawn Betterman, con gái duy nhất của Phil và Hope.
- Catherine Keener vai Ugga Crood, vợ của Grug.
- Clark Duke vai Thunk Crood, con trai của Grug.
- Randy Thom vai Sandy Crood, con gái cưng của Grug.
- Cloris Leachman vai Gran, mẹ của Ugga và Eep, Thunk, và bà của Sandy.
- Chris Sanders vai Belt, con lười thú cưng của Guy.
- Tara Strong vai Sash, con lười cưng của Dawn.

## Sản xuất

### Phát triển
Vào tháng 4 năm 2013, DreamWorks Animation công bố phần tiếp theo của bộ phim Croods, với Chris Sanders và Kirk DeMicco sẽ trở lại làm đạo diễn. Theo DeMicco, phần tiếp theo sẽ tập trung vào Ugga và tình mẫu tử, khiến bộ phim trở thành "chương đầu tiên của xã hội". Bộ phim sẽ được mở rộng dựa trên phần đầu tiên mà theo đạo diễn là về "chương cuối cùng của người thượng cổ."
Vào ngày 12 tháng 6 năm 2014, nhà sản xuất tuyên bố phần tiếp theo sẽ được phát hành vào ngày 3 tháng 11 năm 2017. Vào ngày 21 tháng 8 năm 2014, bộ phim bị lùi ngày phát hành lại đến ngày 22 tháng 12 năm 2017. Vào ngày 9 tháng 8 năm 2016, khi Comcast sắp mua lại DreamWorks Animation, 20th Century Fox quyết định loại bỏ bộ phim khỏi lịch phát hành. Thay vào đó, bộ phim sẽ được Universal Pictures phát hành vào năm 2018. Vào ngày 23 tháng 8 năm 2016, Kevin và Dan Hageman được thuê để viết lại kịch bản.
Vào ngày 11 tháng 11 năm 2016, DreamWorks thông báo rằng việc sản xuất phần tiếp theo bị hủy bỏ. Theo báo cáo, trước khi Universal mua lại DreamWorks, việc phát triển bộ phim đang bị trì hoãn; DreamWorks cuối cùng quyết định hủy bỏ bộ phim. Tuy nhiên, vào tháng 9 năm 2017, DreamWorks và Universal tiết lộ rằng bộ phim đã được sản xuất trở lại với ngày phát hành dự kiến vào ngày 18 tháng 9 năm 2020. DeMicco và Sanders sẽ không quay trở lại làm đạo diễn. Vào tháng 10 năm 2017, Joel Crawford sẽ thay thế cả DeMicco và Sanders làm đạo diễn, và Mark Swift sẽ làm nhà sản xuất bộ phim.
Vì đại dịch COVID-19, nhân viên sẽ phải làm việc tại nhà để sản xuất bộ phim.

### Tuyển vai
Vào tháng 9 năm 2013, đã có thông tin xác nhận rằng Nicolas Cage, Emma Stone và Ryan Reynolds sẽ đóng lại vai diễn của họ trong phần tiếp theo với vai Grug, Eep và Guy từ phần phim đầu tiên. Vào ngày 21 tháng 5 năm 2015, Leslie Mann và Kat Dennings tham gia lồng tiếng cho bộ phim. Mann sẽ lồng tiếng vai bà mẹ sang chảnh, Hope Betterman, của một gia đình còn Dennings sẽ lồng tiếng cho con gái bà, Dawn. Catherine Keener và Clark Duke sẽ đóng lại vai Ugga và Thunk. Vào tháng 9 năm 2017, đã có thông tin cho rằng các diễn viên của phần trước sẽ quay trở lại đóng vai diễn của mình ở phần 2. Vào tháng 10 năm 2018, Peter Dinklage được chọn tham gia bộ phim để lồng tiếng cho nhân vật Phil Betterman. Vào tháng 10 năm 2019, DreamWorks tiết lộ rằng Kelly Marie Tran sẽ thay thế Dennings trong vai Dawn.

### Âm nhạc
Vào tháng 9 năm 2020, có thông báo rằng Mark Mothersbaugh đã sáng tác nhạc cho phần tiếp theo. Phần nhạc nền gốc của bộ phim năm 2013 do Alan Silvestri biên soạn.

## Phát hành
Gia đình Crood: Kỷ nguyên mới được Universal Pictures phát hành tại các rạp của Hoa Kỳ vào ngày 25 tháng 11 năm 2020. Trước đây bộ phim được lên kế hoạch phát hành vào ngày 3 tháng 11 năm 2017, ngày 22 tháng 12 năm 2017, ngày 18 tháng 9 năm 2020 và ngày 23 tháng 12 năm 2020. Sau đó được chọn ngày 25 tháng 11 năm 2020 làm ngày phát hành chính thức. Tại Việt Nam, bộ phim cũng chính thức phát hành tại các rạp vào ngày 27 tháng 11 năm 2020.

### Quảng bá
Hãng phim đã chi khoảng 26,5 triệu USD để quảng bá phim.

## Đón nhận

### Doanh thu phòng vé
Tính đến  ngày 12 tháng 12 năm 2020, Gia đình Crood: Kỷ nguyên mới đã thu về 21 triệu đô la ở Hoa Kỳ và Canada, và 40,5 triệu đô la ở các vùng lãnh thổ khác, với tổng số 61,5 triệu đô la trên toàn thế giới.
Tại Hoa Kỳ, bộ phim đã kiếm được 1,85 triệu đô la từ 2.211 rạp chiếu vào ngày đầu tiên, 2,7 triệu đô la trong ngày thứ hai (tăng 47%, trái ngược với mức giảm 40% thông thường được thấy vào Ngày Lễ Tạ ơn),  sau đó là 4 triệu đô la vào ngày thứ ba. Phim tiếp tục thu về 9,7 triệu đô trong tuần đầu công chiếu (tổng cộng năm ngày là 14,3 triệu đô), tuần mở màn lớn nhất kể từ bộ phim Tenet hơn hai tháng trước. Bộ phim vẫn giữ vị trí đầu tiên vào cuối tuần sau, thu về 4,4 triệu đô la.
Bộ phim thu về 3 triệu USD trong ngày đầu công chiếu tại Trung Quốc, đây là bộ phim Hollywood có doanh thu lớn sau ba, sau Tenet và Mulan. Phim ra mắt với doanh thu 19,2 triệu đô la ở Trung Quốc và tổng cộng là 21,6 triệu đô la quốc tế.

### Đánh giá chuyên môn
Các nhà phê bình gọi bộ phim là "một phần tiếp theo đủ hay," đồng thời dành nhiều lời khen ngợi cho dàn diễn viên lồng tiếng. Trên hệ thống tổng hợp kết quả đánh giá Rotten Tomatoes, phim nhận được 77% lượng đồng thuận dựa theo 134 bài đánh giá, với điểm trung bình là 6,4/10. Các chuyên gia của trang web nhất trí rằng, "Với một chuyến phiêu lưu thú vị khác cho gia tộc tiền sử, Gia đình Crood: Kỷ nguyên mới có thể là sợi liên kết còn thiếu đối với các bậc phụ huynh đang tìm kiếm một tác phẩm thân thiện với gia đình." Trên trang Metacritic, phần phim đạt số điểm 56 trên 100, dựa trên 26 nhận xét, chủ yếu là những ý kiến trái chiều. Lượt bình chọn của khán giả trên trang thống kê CinemaScore cho phần phim điểm "A" trên thang từ A+ đến F, trong khi đó trang PostTrak cho biết 83% số khán giả cho phim phản hồi tích cực, trong đó 59% số khán giả sẽ giới thiệu tác phẩm tới bạn bè.